# Slice (boisson)
Pour les articles homonymes, voir Slice.
 (avril 2023).
Si vous disposez d'ouvrages ou d'articles de référence ou si vous connaissez des sites web de qualité traitant du thème abordé ici, merci de compléter l'article en donnant les références utiles à sa vérifiabilité et en les liant à la section « Notes et références ».
Slice est une gamme de sodas biologiques aux arômes de fruits originellement fabriqués par PepsiCo à partir de 1984, puis interrompu en 2009 avant d'être repris par New Slive Ventures LLC aux États-Unis et au Canada depuis 2018.
La marque Slice est également importée en Inde par PespiCo en 2008 comme une boisson aux arômes de mangue, actuellement distribuée par Tropicana.

## Histoire
La boisson Slice originelle aux arômes de citron vert est créée en 1984 en remplacement de Teem, en concurrence de Sprite et de 7 Up. À cette époque l'une des caractéristiques qui la distingue de ses concurrents et sa teneur en jus de fruit à hauteur de 10 %. Une version diététique est lancée en 1985. La gamme est augmentée en 1986 avec des boissons aux arômes de mandarine et orange, de pomme, de cola à la cerise et les versions diététiques de chacune. Les publicités de cette époque abhorrent le slogan « Nous avons le jus ».
Slice est un grand succès au moment de son lancement, devenant une source d'inspiration pour d'autres boissons basées sur du jus fruit infusé, comme le Minute Maid de Coca-Cola et le Sunkist de Schweppes. En mai 1987, Slice détient 3,2 % du marché du soda. Un an plus tard cette part a chuté à 2,1  puis basse la barre des 2 % en juin 1988. En 1988 la proportion de jus de fruit est réduite, le slogan devient « Soit tu l'as, soit tu ne l'as pas » et les arômes pomme et cerise sont abandonnés.
En 1990, le packaging est refait et la teneur en jus continue de baisser. La gamme d'arôme s'élargit une nouvelle, cette fois avec des arômes similaires aux concurrents comme Crush : framboise, ananas, multi-fruit et raisin. Les publicités pour Slice au début des années 90 mettent en vedette Fido Dido un personnage associé au concurrent américain 7 Up sur les marchés internationaux où PepsiCo détient les droits sur cette marque. À cette époque le slogan de Slice est « Clairement l'unique ».
Les deux premiers modèles de canettes et de bouteilles sont verts, en rappel de la saveur de la boisson. Ceux-ci sont remplacés en 1994 par des canettes noires qui présentent des éclats verts ainsi que des graphismes élégants. De nouvelles saveurs sont lancées à cette époque, notamment le Dr Slice, un concurrent direct de Dr Pepper. En 1997, les canettes deviennent bleues avec des tourbillons verts. La saveur mandarine-orange est renommée à cette époque « orange-citrus » et adopte le slogan, « It's orange, only twisted ». Elle est ensuite renommée en simplement « orange Slice ».
Pendant l'été 2000, le Slice lemon-lice est remplacé dans la plupart des marchés par Sierra Mist, qui devient une société nationale en 2003. Pendant l'été 2005, le reste de la gamme Slice est remplacé par le Tropicana Twister Soda.
Au début de l’année 2006, Pepsi ressuscite le nom de Slice pour une nouvelle gamme de sodas diététiques intitulée Slice ONE. Commercialisé uniquement dans les magasin Walmart, Slice ONE est disponible à l'organe et à la framboise sucrée au Splenda.
Slice est lancée en Inde en 1993, en tant que boisson aromatisée à la mangue et devient rapidement un acteur de premier plan dans cette catégorie. En Inde, Slice Mango est promue par l'actrice de Bollywood, Katrina Kaif. Slice Mango est également disponible au Pakistan.
Aux alentours du début de l'année 2009, la ligne de produit Slice est arrêtée par PepsiCo, jusqu'en 2018 lorsque l'entreprise New Slice Ventures LLC obtient les droits de commercialisation du produit aux États-Unis et au Canada, travaille avec Revolution Brands, Dormitus Brands et Spiral Sun Ventures pour ressortir la gamme dans une version moins sucrée, moins calorique et uniquement issu de l'agriculture biologique certifiée USDA.
En décembre 2018, New Slice Ventures annonce que les nouveaux produits Slice deviennent disponibles dans les magasins avec quatre saveurs : framboise-raisin, myrtille, mangue-ananas et pomme-cranberry,.

## Arômes

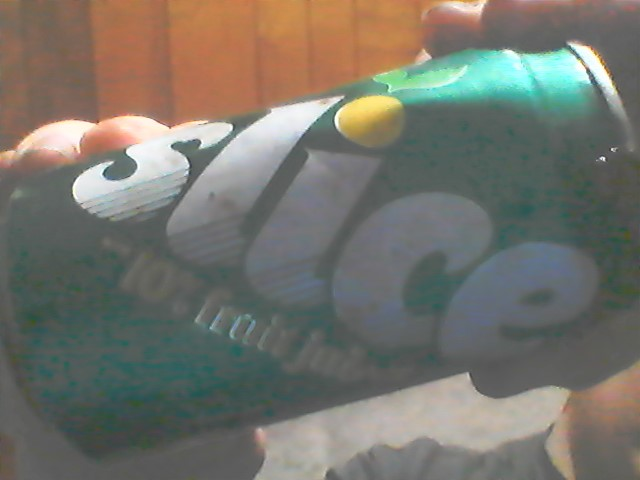
Une canette Slice Lemon-Lime en 2019.

La boisson d'origine contenait 10 % de jus de fruit pur, puis cette proportion est baissée en 1988 puis éliminée en 1990. Voici les différentes saveurs de la gamme slice :
- Pomme
  - Pomme light
- Cola-cerise
  - Cola-cerise light
- Cerise-lime
- Dr Slice (saveur Pepper)
- Punch fruité
- Raisin
- Citron-lime
  - Citron-lime light
- Mandarine
  - Mandarine light
  - Mandrine-citron
  - Orange
- Mangue (en Inde et au Pakistan)
- Fruit de la passion
- Pêche
- Ananas
- Limonade rose
- Slice rouge
- Fraise
- Framboise-raisin
- Myrtille
- Mangue-ananas
- Canneberge-pomme